# Carlos Chávez
Carlos Antonio de Padua Chávez y Ramírez (Popotla proximitats de la Ciutat de Mèxic, 13 de juny de 1899 - Ciutat de Mèxic, 2 d'agost de 1978) fou un compositor, director, professor i periodista mexicà. Va ser també fundador de l'Orquestra Simfònica Nacional de Mèxic. La seua música va estar influenciada per la cultures natives de Mèxic. De les seues sis simfonies, la segona, anomenada Simfonia Índia, que utilitza instruments de percussió Yaqui, és potser la més popular.
El seu avi patern, José María Chávez, governador d'Aguascalientes, Mèxic, va ser executat per ordre de l'emperador Maximilià I de Mèxic el 1864. Son pare, Augustín Chávez, va inventar una pala que va ser fabricada i utilitzada als Estats Units. Va morir quan Carlos tenia amb prou feines tres anys. Carlos va rebre les seues primeres lliçons de piano del seu germà Manuel. Posteriorment va estudiar piano amb Asunción Parra, Manuel Ponce i Pedro Luis Ozagón, i harmonia amb Juan Fuentes. La seua família passava les vacacions en llocs com Tlaxcala, Michoacán, Guanajuato, Oaxaca, i altres llocs on l'herència cultural asteca era molt forta.
El 1916, Chávez i els seus amics van fundar un periòdic cultural, Gladios, la qual cosa va conduir Chávez fins a l'staff del diari El Universal de Ciutat de Mèxic el 1924. Acabada la Revolució Mexicana i estant en el poder el president Álvaro Obregón, Chávez es va convertir en un dels primers exponents de la música nacionalista mexicana, especialment amb ballets sobre temes asteques.
El 1922, Chávez es va casar amb Otilia Ortiz i van passar la lluna de mel a Europa, on va conèixer a Paul Dukas. Després d'Europa, viatgen a Nord-amèrica, on va tornar i va viure el compositor des de 1926 fins a 1928. A la seua tornada Mèxic, Chávez es va convertir en el director de l'Orquestra Simfònica Mexicana, que després s'anomenarà Orquestra Simfònica de Mèxic, primera orquestra permanent del país, fundada per membres del sindicat de músics. Chávez va aconseguir que l'orquestra fera una gira per les zones rurals del país.
El 1928, Chávez va ser nomenat director del Conservatori Nacional de Música, una posició que va mantenir durant sis anys, i en el qual va tenir molts alumnes, entre altres Salvador Contreras. En aquest càrrec, Chávez va dirigir projectes per a recollir i catalogar música folklórica mexicana, estrenant moltes obres del seu compatriota Candelario Huízar. Després que Arturo Toscanini deixara l'Orquestra Simfònica de la Ràdio NBC el 1938, Chávez la va dirigir en una sèrie de concerts. El 1940 va donar alguns concerts al Museum of Modern Art de Nova York.
Des de 1947 fins a 1952, Chávez va ser director general de l'Institut Nacional de Belles Arts de Mèxic, on va tenir alumnes avantatjats com Eduardo Mata i Blas Galindo entre d'altres. El 1947 va formar l'Orquestra Simfònica Nacional, que va substituir l'OSM com principal orquestra de Mèxic. En aquests anys, Chávez va gaudir d'una intensa agenda de presentacions internacionals. Va ser un gran impulsor de la música del seu compatrota José Pablo Moncayo, del qual entre altres obres li va estrenar el poema simfònic Huapango el 1941.